# Charles Bruce, V conte di Elgin
Charles Bruce, V conte di Elgin (6 luglio 1732 – 14 maggio 1771), è stato un nobile scozzese.

## Biografia
Era il figlio di William Bruce, VIII conte di Kincardine, e di sua moglie, Janet Roberton, figlia di James Roberton. Studiò alla Rugby School.

## Carriera
Era gran maestro della massoneria scozzese (1761-1763) e membro fondatore della Royal and Ancient Golf Club di St Andrews.

## Matrimonio
Sposò, il 1º giugno 1759, Martha White, figlia di Thomas White. Ebbero otto figli:
- Lady Martha Bruce (3 giugno 1760);
- Lady Janet Bruce (2 luglio 1761);
- Lord William Robert Bruce (15 gennaio 1763);
- William Bruce, VI conte di Elgin (1764-1771);
- Thomas Bruce, VII conte di Elgin (1766-1841);
- Lord Charles Andrew Bruce (1768-1810), sposò Charlotte Sophia Dashwood, ebbero tre figli;
- Lord James Bruce (1769-1798);
- Lady Charlotte Matilda Bruce (28 maggio 1771-marzo 1816), sposò l'ammiraglio Philip Charles Durham, non ebbero figli.

## Morte
Morì il 14 maggio 1771, a 38 anni.